# Košice I
El distrito de Košice I (en eslovaco Okres Košice I) es una unidad administrativa (okres) de Eslovaquia Oriental, situado en la región de Košice, con 68.262 habitantes (en 2001) y una superficie de 87 km².
Consta de los siguientes 6 barrios de la ciudad de Košice:
- Džungľa
- Kavečany
- Sever
- Sídlisko Ťahanovce
- Staré Mesto
- Ťahanovce

## Demografía
| Año        | 1994   | 2004    | 2014    | 2024    |
| ---------- | ------ | ------- | ------- | ------- |
| Población  | 65 057 | 68 089  | 67 842  | 62 603  |
| Diferencia |        | +4,66 % | −0,36 % | −7,72 % |

| Año        | 2023   | 2024    |
| ---------- | ------ | ------- |
| Población  | 62 965 | 62 603  |
| Diferencia |        | −0,57 % |